# 14 април
14 април е 104-тият ден в годината според григорианския календар (105-и през високосна година). Остават 261 дни до края на годината.

## Събития
- 73 г. – По време на римската обсада на крепостта Масада стотици евреи извършват акт на масово самоубийство, за да не бъдат пленени.
- 971 г. – След ожесточено сражение, продължило два дни, византийската армия превзема Велики Преслав и пленява българския цар Борис II.
- 1205 г. – В битката при Адрианопол (дн. Одрин) българският цар Калоян разгромява рицарите от Латинската империя.

- 1611 г. – Принц Федерико Цези за първи път използва думата телескоп.
- 1687 г. – Английският крал Джеймс II дава равни права на католици и протестанти.
- 1775 г. – Бенджамин Франклин създава във Филаделфия първата организация за забрана на робството в САЩ.
- 1849 г. – Унгария се обявява за независима от Австрия със свой лидер Лайош Кошут.
- 1865 г. – Във Вашингтонския театър актьорът Джон Буут смъртоносно ранява президента на САЩ Ейбрахъм Линкълн, който умира на следващия ден.
- 1876 г. – От 14 до 16 април се провежда Оборищенското събрание.
- 1877 г. – Издадена е везирска заповед, с която екзарх Антим I е уволнен и изпратен на заточение в Мала Азия.
- 1879 г. – Европейска комисия единодушно приема Органическия устав на Източна Румелия.
- 1894 г. – Направена е първата демонстрация на кинескопа, изобретен от Томас Едисон.
- 1900 г. – Избухва въоръжен бунт против натуралния десятък в Тръстеник, Русенско, потушен от армията на 19 април.
- 1900 г. – Официално е открит мостът Александър III в Париж от френския президент Емил Лубе по повод Световното изложение.
- 1912 г. – По време на първото си и единствено плаване през Атлантическия океан корабът Титаник се сблъсква с айсберг около остров Нюфаундленд (през нощта на 14 срещу 15 април) и потъва.
- 1916 г. – Това е първият ден от април същата година след като от 24:00 ч на 31 март България преминава от Юлианския към Григорианския календар и вместо 1 април настъпва 14 април.
- 1923 г. – Сключва се договорът Ено между Българската народна банка и подполковник Анри Ено за изплащане на българските задължения към Франция и Белгия, натрупани преди и по време на Първата световна война.
- 1925 г. – Извършен е атентат над цар Борис III в прохода Арабаконак от комунистическа групировка.
- 1928 г. – Регистриран е първият трус на Чирпанското земетресение с магнитуд 6,8 по скàлата на Рихтер.
- 1929 г. – В Монте Карло се провежда първото Гран при на Монако.
- 1929 г. – Учредена е Балканската купа по футбол.
- 1932 г. – В Санкт Петербург е газифицирана първата жилищна сграда на улица „Ризовская“ 15.
- 1941 г. – Втората световна война: Британската авиация извършва втора бомбардировка на София без жертви.
- 1941 г. – Втората световна война: Уинстън Чърчил издава тайна заповед за прекратяване на ежеседмичните отчети за загубите на британския флот като деморализиращи населението.
- 1945- България във Втората световна война:Първа българска армия излиза на унгарско-австрийската граница след успешно завършената Мурска операция и води военни действия срещу оттеглящите се германски войски.
- 1988 г. – СССР подписва споразумение, с което поема ангажимента да изтегли войските си от Афганистан.
- 1991 г. – От музея на Ван Гог са откраднати 20 картини на стойност 500 млн. долара.

## Родени
- 1572 г. – Адам Танер, австрийски математик († 1632 г.)
- 1629 г. – Кристиан Хюйгенс, нидерландски физик, астроном и математик († 1695 г.)
- 1821 г. – Георги Раковски, български революционер († 1867 г.)
- 1857 г. – Беатрис Батенберг, британска принцеса († 1944 г.)
- 1859 г. – Николай Романов, велик руски княз, учен, политик и държавник († 1919 г.)
- 1862 г. – Коста Шахов, български общественик († 1917 г.)
- 1862 г. – Пьотър Столипин, руски политик († 1911 г.)
- 1868 г. – Георги Белев, български революционер († 1945 г.)
- 1878 г. – Тома Попгеоргиев, български учител и свещеник († 1936 г.)
- 1889 г. – Ефим Боголюбов, украински/немски шахматист († 1952 г.)
- 1901 г. – Мартин Кесел, германски писател († 1990 г.)
- 1903 г. – Анри Корбен, френски ислямовед († 1978 г.)
- 1904 г. – Джон Гилгуд, английски класически актьор († 2000 г.)
- 1912 г. – Парашкев Хаджиев, български композитор († 1992 г.)
- 1925 г. – Род Стайгър, американски актьор († 2002 г.)
- 1926 г. – Рене Госини, френски писател († 1977 г.)
- 1931 г. – Димитър Добрев, български борец († 2019 г.)
- 1936 г. – Живко Бояджиев, български езиковед († 2007 г.)
- 1936 г. – Франк Серпико, американски полицай
- 1939 г. – Антон Карастоянов, български актьор († 2005 г.)
- 1939 г. – Миле Марковски, български и македонски писател († 1975 г.)
- 1941 г. – Джули Кристи, британска актриса от индийски произход
- 1941 г. – Пола Ракса, полска актриса
- 1943 г. – Цветан Тотомиров, български армейски офицер
- 1945 г. – Ричи Блекмор, британски китарист
- 1948 г. – Димитър Дъбов, български политик
- 1948 г. – Татяна Набатникова, руска писателка
- 1951 г. – Пьотър Мамонов, руски актьор и музикант († 2021 г.)
- 1954 г. – Брус Стърлинг, американски писател
- 1961 г. – Робърт Карлайл, британски актьор
- 1965 г. – Петьо Драгиев, български волейболист
- 1967 г. – Джеймз Улвет, канадски актьор
- 1968 г. – Антъни Майкъл Хол, американски актьор
- 1971 г. – Витомир Саръиванов, български журналист и телевизионен водещ
- 1972 г. – Симеон Лютаков, български актьор
- 1973 г. – Ейдриън Броуди, американски актьор
- 1973 г. – Роберто Аяла, аржентински футболист
- 1974 г. – Ара Минасян, арменски шахматист
- 1975 г. – Лита, професионална кечистка
- 1977 г. – Сара Мишел Гелар, американска актриса
- 1985 г. – Кристоф Лайтгеб, австрийски футболист
- 1987 г. – Ервин Хофер, австрийски футболист
- 1995 г. – Радост Тодорова, български модел и влогър

## Починали
- 814 г. – Хан Крум, български владетел (* 8 век)
- 911 г. – Сергий III, римски папа (* неизв.)
- 1070 г. – Герхард, херцог на Лотарингия (* 1030 г.)
- 1132 г. – Мстислав I, велик княз на Киевска Рус (* 1076 г.)
- 1612 г. – Сасаки Коджиро, японски мечоносец (* 1585 г.)
- 1682 г. – Авакум Петрович, руски писател (* 1621 г.)
- 1759 г. – Георг Фридрих Хендел, германски композитор (* 1685 г.)
- 1848 г. – Хачатур Абовян, арменски писател (* 1805 г.)
- 1860 г. – Едуард Фридрих Еверсман, германски зоолог (* 1794 г.)
- 1888 г. – Николай Николаевич Миклухо-Маклай, руски етнограф и антрополог (* 1846 г.)
- 1892 г. – Христо Караминков, български революционер (* ок. 1846)
- 1900 г. – Осман паша, османски офицер (* 1832 г.)
- 1910 г. – Михаил Врубел, руски художник (* 1856 г.)
- 1917 г. – Людвик Заменхоф, полски лекар, създател на есперанто (* 1859 г.)
- 1925 г. – Константин Георгиев, български военен деец (* 1873 г.)
- 1929 г. – Георги Кирков, български учен (* 1848 г.)
- 1930 г. – Владимир Маяковски, руски писател (* 1893 г.)
- 1935 г. – Еми Ньотер, германска математичка (* 1882 г.)
- 1944 г. – Николай Ватутин, съветски генерал (* 1901 г.)
- 1970 г. – Дейвид Маунтбатън, трети маркиз на Милфорд Хейвън (* 1919 г.)
- 1975 г.:
  - Фредрик Марч, американски актьор (р. 1897 г.)
  - Клайд Толсън, американец, директор на ФБР (* 1900 г.)
- 1975 г. – Юрий Тошев, български шахматист (* 1907 г.)
- 1979 г. – Хари Майен, германски драматург (* 1924 г.)
- 1980 г. – Джани Родари, италиански писател (* 1920 г.)
- 1982 г. – Иван Мирчев, български поет (* 1897 г.)
- 1985 г. – Дико Диков, български офицер и политик (* 1910 г.)
- 1986 г. – Симон дьо Бовоар, френска писателка феминистка (* 1908 г.)
- 1990 г. – Мартин Кесел, германски писател (* 1901 г.)
- 1991 г. – Илия Джаджев, македонски поет (* 1926 г.)
- 1995 г. – Бърл Айвс, американски актьор и кънтри певец (* 1909 г.)
- 1997 г. – Видое Подгорец, македонски писател (* 1934 г.)
- 2005 г. – Ивайло Петров, български писател (* 1923 г.)
- 2007 г. – Бари Нелсън, американски актьор, първият екранен Джеймс Бонд
- 2008 г. – Хорст Бингел, германски поет и белетрист (* 1933 г.)
- 2009 г. – Морис Дрюон, френски писател (* 1918 г.)
- 2010 г. – Ерика Буркарт, швейцарска поетеса, белетристка и есеистка (* 1922 г.)
- 2010 г. – Питър Стийл, вокал, басист и композитор на готик дуум групата „Тайп О Негатив“ (* 1962 г.)
- 2012 г. – Пиермарио Морозини, италиански футболист (* 1986 г.)
- 2013 г. – Колин Дейвис, британски диригент (* 1927 г.)
- 2019 г. – Валентин Пензов, български композитор (* 1953 г.)

## Празници
- св. Мартин – имен ден на Мартин и Мартина
- Военна академия „Георги Раковски“ – Патронен празник на ВА „Г. С. Раковски“
- Ангола – Ден на младежта
- Грузия – Ден на майчиния език
- Украйна – Ден на КАТ
- Хаити, Салвадор, Хондурас и Венецуела – Панамериканските дни